# 니키 아노시케

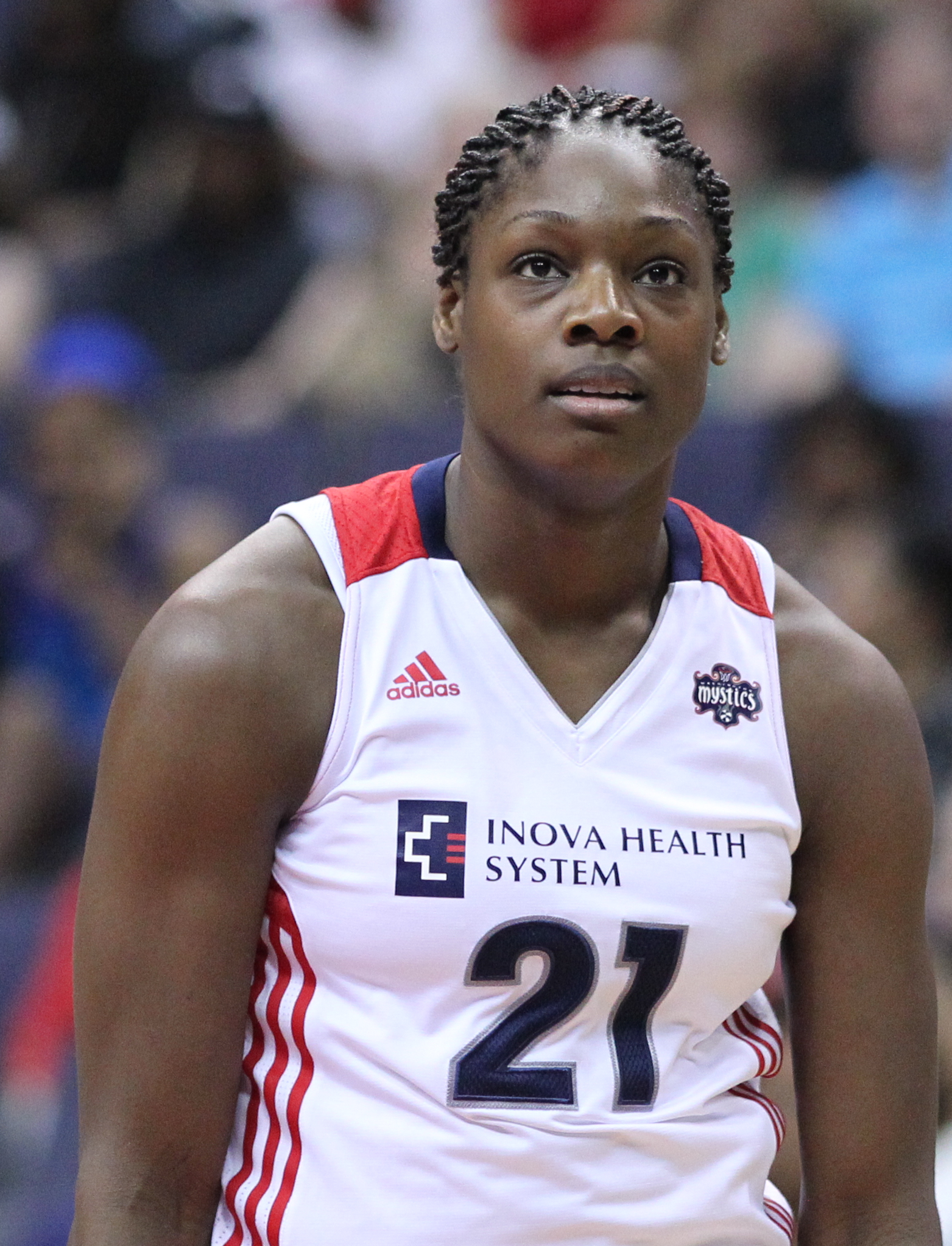

니키 아노시케(Nicky Anosike, 본명: Nkolika "Nicky" Nonyelum Anosike, 1986년 2월 27일 ~ )는 전미 여자 농구 협회(WNBA)의 미국 프로 농구 선수이며 가장 최근에는 로스앤젤레스 스파크스에서 활동했다.

## 생애
아노시케는 뉴욕주 브루클린에서 태어나 스태튼아일랜드에서 자랐으며 그곳에서 세인트 피터스 여자 고등학교에 다녔다. 아노시케는 WBCA 올 아메리칸으로 선정되었다. 2004년 WBCA 고등학교 전미 경기에 참가하여 1점을 획득했다. 남동생 O. D. 아노시케는 이탈리아의 스카볼리니 페자로(Scavolini Pesaro)에서 프로 농구 선수로 활약하고 있다.